# Decalogo 3
Decalogo 3 è il terzo dei dieci mediometraggi realizzati dal regista Krzysztof Kieślowski per la TV ed ispirati ai dieci comandamenti.

## Trama
(Terzo comandamento)
È la vigilia di Natale. Janusz si presenta ai suoi familiari vestito da Babbo Natale. Si cantano cori natalizi e tutto pare andare per il verso giusto. Ma già alla messa di mezzanotte Janusz ha intravisto Ewa fra la folla. Fa finta di niente, ma quando a casa la donna lo chiama al citofono, pare chiaro che la serata sarà rovinata.
Ewa e Janusz, infatti, hanno avuto in passato una relazione extraconiugale. Ewa l'accusa di aver fatto una telefonata anonima al proprio marito, per far finire la loro relazione, ed ora con la scusa di non aver più notizie proprio del marito, costringe Janusz a passare con lei la notte della vigilia per le strade di Varsavia.
Janusz dice alla propria moglie di andare alla ricerca del proprio taxi rubato, ma la donna sembra capire il vero motivo dell'assenza del marito. Capisce, ma non dice nulla.
Durante la notte Janusz capisce man mano che Ewa gli sta mentendo. Alla fine, infatti, sarà proprio lei a confessargli che da quasi tre anni vive da sola, e che il marito l'ha lasciata. Tutta la notte non è stato altro che un ultimo tentativo di Ewa di restare viva: si era prefissa infatti di riuscire a passare la vigilia con l'ex amante, altrimenti si sarebbe uccisa.
Janusz è contento di aver impedito la morte di Ewa, ma ormai non prova più niente per lei. Quando al mattino torna dalla moglie, questa gli chiede se tornerà ad uscire tutte le sere: lui la tranquillizza che non lo farà.

## Temi ricorrenti
All'inizio della storia, quando Janusz entra in casa vestito da Babbo Natale, passando incrocia Krzysztof, il protagonista del Decalogo 1, interpretato sempre da Henryk Baranowski.
L'acqua, elemento ricorrente nel Decalogo, stavolta appare come strumento di sevizia, usata da un addetto senza scrupoli in un centro di disintossicazione nei confronti di alcuni ubriachi ivi rinchiusi. Appare inoltre sotto forma di neve, che ricopre una Varsavia notturna durante la vigilia di Natale.
Artur Barciś, che interpreta il "testimone silenzioso" presente in ogni episodio, stavolta appare brevemente nel ruolo di un autista di tram.